# Даруа
Даруа́ (фр. Darois) — коммуна во Франции, находится в регионе Бургундия. Департамент коммуны — Кот-д’Ор. Входит в состав кантона Фонтен-ле-Дижон. Округ коммуны — Дижон.
Код INSEE коммуны — 21227.

## Население
Население коммуны на 2010 год составляло 443 человека.
| 1962 | 1968 | 1975 | 1982 | 1990 | 1999 | 2010 |
| ---- | ---- | ---- | ---- | ---- | ---- | ---- |
| 58   | 94   | 163  | 272  | 313  | 352  | 443  |

## Экономика
В 2010 году среди 238 человек трудоспособного возраста (15—64 лет) 172 были экономически активными, 66 — неактивными (показатель активности — 72,3 %, в 1999 году было 69,1 %). Из 172 активных жителей работали 165 человек (85 мужчин и 80 женщин), безработных было 7 (3 мужчин и 4 женщины). Среди 66 неактивных 27 человек были учениками или студентами, 32 — пенсионерами, 7 были неактивными по другим причинам.